# Igor Dobrowolski

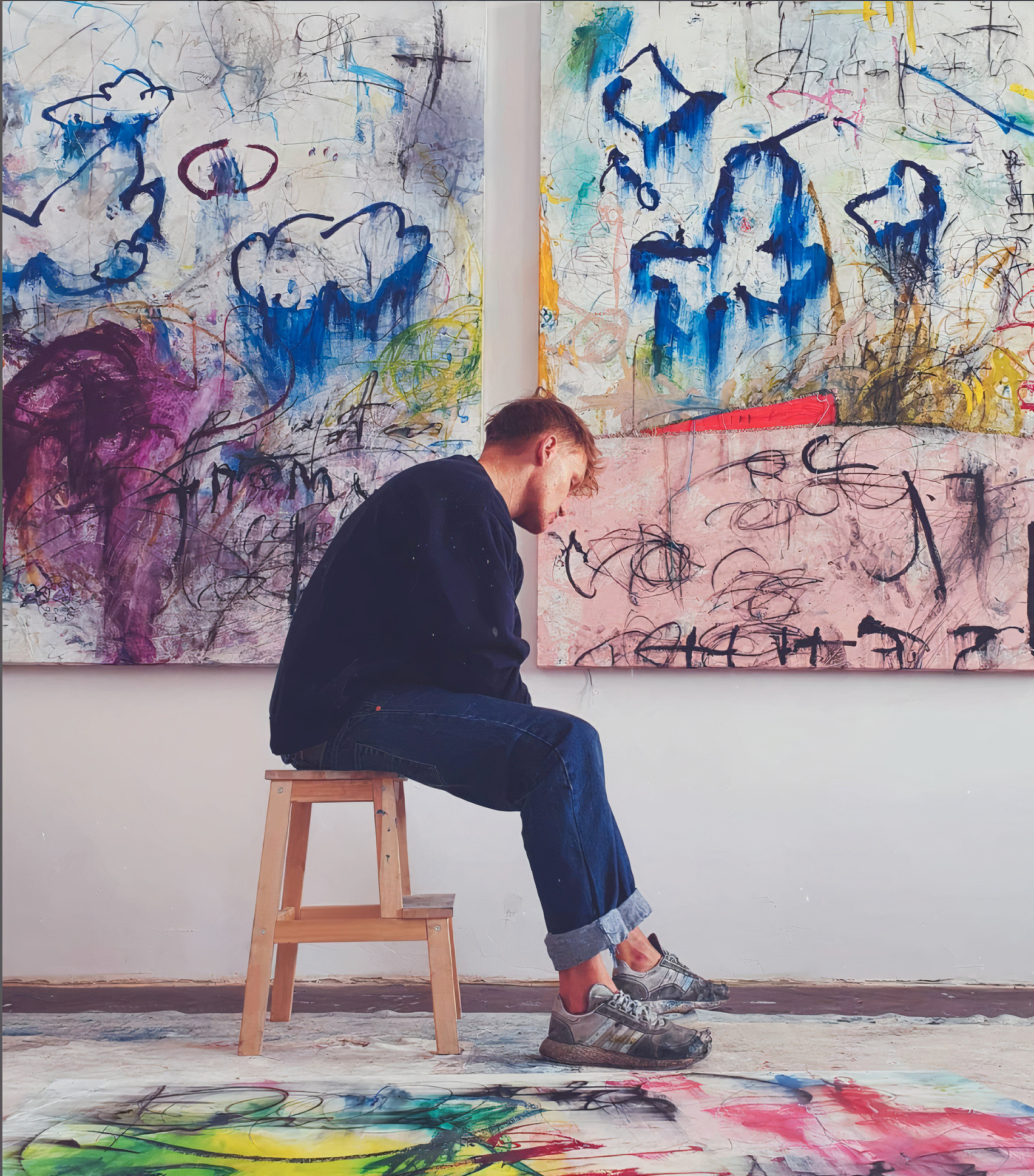
Igor Dobrowolski in seinem Atelier in Warschau

Igor Dobrowolski (* 1987 in Jelenia Góra) ist ein polnischer Künstler. Er ist ein multidimensionaler Künstler, der sowohl Gemälde, Skulpturen als auch Reliefe anfertigt.

## Leben
Dobrowolski lebt und arbeitet in Prag und Warschau. Seine Werke waren bereits in zahlreichen internationalen Ausstellungen zusehen und befinden sich in renommierten Sammlungen. Der künstler erregt immer wieder öffentliches Interesse durch seine Street Art Projekte, die sich stets mit gesellschaftspolitischen Themen wie Krieg, sozialer Ungerechtheit oder Vertreibung auseinandersetzen.

## Ausstellungen (Auswahl)
- 2016 Wall Space Gallery "Why Do You Exist", Warschau
- 2018 Maddox Gallery, "Spring Contemporary", London
- 2019 Maddox Gallery, "Love and other crimes", London
- 2020 PlanX Gallery, "Days of the Future present", Mailand
- 2021 Gin Huang Gallery, "Inner State", Taichung
- 2022 Gin Huang Gallery, "Art Central", Hong Kong
- 2023 Gin Huang Gallery, "11th Commandment", Taiwan[3]
- 2023 G-ALLERY, "Feminin Side", Berlin[4]